# 获鹿县
获鹿县，中国古旧县名。
唐朝天宝十五载（756年）以鹿泉县改名，治所在今河北省石家庄市鹿泉区获鹿镇。属恒州。元和末属镇州。北宋、金朝属真定府。元朝属真定路。明朝、清朝属真定府。1958年并入石家庄市，1962年复置。1994年改设鹿泉市，2004年划入石家庄市辖区，为鹿泉区。 